# Campeonato de España de Atletismo 1924
El VII Campeonato de España de Atletismo, se disputó los días 24 y 25 de mayo de 1924 en las instalaciones deportivas de Estadio de Berazubi, Tolosa, España.
Solo se disputaron pruebas masculinas.

## Resultados

### Masculino
| Evento                         | Oro                                                       | Plata                                        | Bronce                                 |
| ------------------------------ | --------------------------------------------------------- | -------------------------------------------- | -------------------------------------- |
| 100 metros lisos               | Diego Ordóñez 11.4                                        | Juan Junquera 11.6                           | ¿?                                     |
| 200 metros lisos               | Juan Junquera 23.2                                        | Diego Ordóñez ¿?                             | ¿?                                     |
| 400 metros lisos               | Fernando Labourdette 54.0                                 | Luis Larrañaga 54.2                          | José María Puyo 1:01.2                 |
| 800 metros lisos               | Vicente Abad 2:07.4                                       | Carlos Echevarría 2:07.6                     | Miguel Palau 2:07.8                    |
| 1500 metros lisos              | Joaquín Miquel 4:17.4                                     | Miguel Palau 4:21.6                          | ¿?                                     |
| 5000 metros lisos              | Miguel Palau 15:50.4                                      | Joaquín Miquel 15:55.0                       | Amador Palma 16:05.0                   |
| 10000 metros lisos             | Jesús Diéguez 32:50.0                                     | Miguel Peña 34:00.0                          | ¿?                                     |
| 110 metros vallas              | Fernando Artiach 17.6                                     | José María Yermo 18.4                        | Joaquín Roca 20.0 Vicente Cebrián 20.0 |
| 400 metros vallas              | Manuel Mateu 1:03.4                                       | Ramón Adarraga 1:04.0                        | Vicente Cebrián 1:07.0                 |
| Salto de altura                | Pedro Irigoyen 1.74                                       | José Luis Elósegui 1.70                      | José María Yermo 1.70                  |
| Salto con pértiga              | Juan Bautista Erice 3.25                                  | José Luis Elósegui 3.00                      | Alberto Barrena 3.00                   |
| Salto de longitud              | Fernando Artiach 6.60                                     | José Luis Elósegui 6.52                      | José María Yermo 6.25                  |
| Triple salto                   | Alberto Barrena 13.315                                    | Manuel Robles 12.885                         | José Luis Elósegui 12.345              |
| Lanzamiento de peso            | José R. Montino 11.885                                    | Ignacio Izaguirre 11.95                      | Jaime Nin 10.96                        |
| Lanzamiento de disco           | Gabino Lizarza 36.94                                      | Luis Uría 33.15                              | Ignacio Izaguirre 31.90                |
| Lanzamiento de martillo        | Juan Llorens 31.68                                        | Jaime Nin 28.68                              | Fernando Alarcón 26.20                 |
| Lanzamiento de jabalina        | Juan Bilbao 44.73                                         | José Brú 41.78                               | Jaime Nin 36.40                        |
| 10000 metros marcha (en pista) | Eduardo Soler 47:13.2 (Una vuelta menos)                  |                                              |                                        |
| Relevos 4 x 100 metros lisos   | Guipúzcoa Diego Ordóñez R.Ordóñez Carrasco Elósegui 46.8  | Cataluña 47.8                                | ¿?                                     |
| Relevos 4 x 400 metros lisos   | Guipúzcoa S.Ordóñez Labourdette Carrasco Larrañaga 3:46.4 | Vizcaya G.Aguirre M.Aguirre Abad Puyo 3:47.2 | ¿?                                     |